# Příště budu mířit na srdce
Příště budu mířit na srdce (v originále La prochaine fois je viserai le cœur) je francouzský hraný film z roku 2014, který režíroval Cédric Anger podle vlastního scénáře. Jde o adaptaci románu Un assassin au-dessus de tout soupçon od Yvana Stefanovitche a Martine Laroche podle skutečných událostí. Snímek měl světovou premiéru na festivalu frankofonních filmů v Angoulême dne 23. srpna 2014.

## Děj
V letech 1978 a 1979 žijí obyvatelé v departementu Oise v obavách z maniaka, který zabil několik stopařů a stále utíká před policií. Získal přezdívku „vrah z Oise". Ukáže se, že zločincem je ta nejméně pravděpodobná osoba.

## Obsazení
| Guillaume Canet         | Franck Neuhart |
| Ana Girardot            | Sophie         |
| Jean-Yves Berteloot     | Lacombe        |
| Patrick Azam            | Tonton         |
| Arnaud Henriet          | Locray         |
| Alice de Lencquesaing   | Melissa        |
| Jean-Paul Comart        | Franckův otec  |
| Cédric Le Maoût         | matka Sophie   |
| Alexandre Carrière      | Ossart         |
| François-Dominique Blin | Niel           |

## Ocenění
- Filmový festival v Croisic: nejlepší adaptace (Cédric Anger)
- César: nominace v kategoriích nejlepší herec (Guillaume Canet) a nejlepší adaptace (Cédric Anger)